# 21725 Zhongyuechen
21725 Zhongyuechen è un asteroide della fascia principale. Scoperto nel 1999, presenta un'orbita caratterizzata da un semiasse maggiore pari a 2,9770469 UA e da un'eccentricità di 0,1045102, inclinata di 9,73755° rispetto all'eclittica.